# 恭喜發財
恭喜發財是華人圈中農曆新年其中一個最主要拜年活動賀詞，通常由輩分低的向長輩拜年，又或到親戚朋友家中拜年，祝賀大家能賺大錢。这一贺词起源于香港及广府地区，后随香港电影业的兴盛而流行于华人圈。已經成為新年活動的印象標語之一，也印在大量新年禮品上。